# Ridin' on a Rainbow
Ridin' on a Rainbow è un film statunitense del 1941 diretto da Lew Landers.
Nell'ambito dei Premi Oscar 1942 il film ha ricevuto una candidatura nella categoria "migliore canzone" per Be Honest with Me (musica e testo di Gene Autry e Fred Rose).